# Buzduganii de Jos, Ungheni
Buzduganii de Jos este un sat din componența comunei Valea Mare din raionul Ungheni, Republica Moldova.